# Nossa Senhora de Ocotlán
Nossa Senhora de Ocotlán é uma devoção mariana venerada em Ocotlán, no estado de Tlaxcala, México, que é considerada a padroeira de Tlaxcala e do estado de Puebla.
O local possui uma basílica, a imagem, capelas, museu, o sepulcro do vidente e é destino de peregrinações de fiéis da região e de outras localidades. Em 11 de janeiro de 1764, o Papa Clemente XIII aprovou e confirmou o patronato do santuário de Nossa Senhora de Ocotlán.

## História
Em 9 de fevereiro de 1541, um jovem nativo de Santa Isabel Xiloxoxtla, estado de Tlaxcala chamado Juan Diego Bernardino estava indo buscar água de um rio considerado na época como possuidor de propriedades curativas; devido a uma epidemia de peste que estava assolando a região, Diego Bernardino queria levar água desse rio para sua família, gravemente doente.